# THE WAVE!
『THE WAVE!』（ザ ウェイブ）は、2005年7月23日・24日放送の『FNS ALLSTARS あっつい25時間テレビやっぱ楽しくなければテレビじゃないもん!』内で放送されたテレビドラマ。
アメリカ合衆国のドラマ「24 -TWENTY FOUR-」をモチーフとしたリアルタイムドラマの逆輸入・日本版で、25時間内で全部で13話を放送。放送前の各種プロモーションでは題名が「THE WAVE!」と表記されたことがあるが、実際の放送で使われたロゴは感嘆符のない「THE WAVE」である。

## 概要
10本目と11本目は、主演の明石家さんまが出演したコーナー「お台場生明石城 流動的万石」の中で放送。
テレビ大分は『FNS25時間テレビ』をネットしていたものの、クロスネットの編成の都合で中断を繰り返していたため、本ドラマを全て同時ネットすることが不可能だったため、本ドラマのみ『FNS25時間テレビ』開始以前に先行ネットしていた。
舞台となったテレビエイト社屋の外観はフジテレビそのものである。
エピソードの最初と最後には時刻がリアルタイムで表示され、実時間とドラマの中の時刻が同時進行する設定だが、第1話だけは日付が「2005 07 22」と誤っていた。
キャストのほとんどをお笑いタレントが占めているのは、栗原プロデューサーがバラエティ班出身のため、そこで世話になったバラエティタレントに対する恩返しという意図が込められている。お台場生明石城の中で放送されたのも栗原の強い要望によるもの。
テレビ局が乗っ取られ、テレビ愛を掲げる社員が闘うというストーリーは、ライブドアによるニッポン放送株の買収事件に対する栗原プロデューサーらの強いメッセージでもある。そのためか劇中での身代金は現金ではなくテレビエイト（＝フジテレビ、現FMHD）の株券である。
ヒロシの演技が、普段の持ちネタと変わりないものだったため、他の出演者からからかわれる。なお、番組PRでは「ヒロシのドラマ初出演作」と謳われていたが、ヒロシのドラマ出演はTBS系で2005年1月に放映されたスペシャルドラマ「タイガー&ドラゴン」が先。
このドラマにより、栗原プロデューサーが日枝久会長から会長賞を贈られた。

## 第19回FNSの日とのリンク放送
このTHE WAVE!の最大の特徴はリアルタイムドラマであること。2005夏に放送した第19回FNSの日の放送時間とリンクして放送する。1話あたり5分から10分の放送となる。

## ナレーション全文
ここではナレーション担当の山口智充の全文を紹介する。
第２話
テレビエイトが生放送中に武装集団によって占拠された。彼らは要求を告げぬまま放送を中断、交渉の相手として藤崎編成局長を指名した。
第３話
武装集団によって占拠されたテレビエイト。彼らはスタジオや社内の多数の人間を人質とし、要求を告げぬまま放送を中断。唯一制圧されていないのは編成部のみとなった。藤崎局長はセット内に潜む社員にスタジオの状況を報告する様に指示を出したのだが・・・
第４話
テレビエイトを占拠している武装集団は、事件発生２時間後、初めての要求を出して来た。「翌朝放送予定の報道番組の台本をスタジオに運べ!」中垣編成部員が自ら志願してスタジオに向かった。
第５話
テレビエイトを占拠している武装集団が要求した報道番組の台本。そこにはゲストとして「峰岸法務大臣」の名前が。更にスタジオの人質の中に大臣の息子、峰岸英明がいることが発覚した。
第６話
テレビエイトが生放送中に武装集団に占拠された。彼らは要求を告げぬまま、スタジオや社内の多数の人間を人質とし、放送を中断した。唯一制圧されていないのは編成部のみとなり、藤崎編成局長が交渉役を担うこととなった。そして事件発生４時間後・・・大きな異変が訪れた。武装集団がスタジオの様子を放送電波に乗せて、自らの犯行を全国民に明らかにしたのだ。電波ジャックである。彼らは「黒い風の旅団」と名乗り、遂に犯行目的を告げた。「刑務所に拘置されている同士６名の釈放及び国外脱出の準備と手続き、以上を要求する。」更に、峰岸法務大臣の息子に銃を突き付けて要求が通らなければ引鉄を引くと脅迫。藤崎に与えられた制限時間は・・・８時間。いよいよ、その時が迫ろうとしている。
第７話
テレビエイトが占拠されてから既に12時間以上が過ぎた。しかし政府や警察は武装集団の要求に従う動きは見せていない。その為、彼らは峰岸法務大臣の息子に対してロシアンルーレットを行うと挑発して来た。藤崎局長はその卑劣な手段に大きな怒りを感じると同時に疑問を抱き始めていた。
第８話
テレビエイトを占拠している武装集団は、政治的要求を繰り返している。しかし、藤崎編成局長は確信した。彼らは単なる政治犯ではなく、その裏で金銭授受を目的とした取引を行っている・・・と。藤崎は徹底抗戦を決断。その脳裏には、ある計画が浮かんでいた。
第９話
武装集団と戦うテレビエイト。そこに新しい戦力が加わった。放送技術に精通した編成部員と、中継車を修理する技術者。藤崎編成局長の立てた計画はー逆電波ジャック。社員たちは一丸となって動き始めた。
第10話
テレビエイトの電波を奪った武装集団は、峰岸法務大臣が裏取引に応じたため、脅迫目的で続けていた放送を一時中断した。その間、藤崎率いる編成部員達による電波を奪い返す計画が密かに進行していた。
第11話
何かを収録したビデオテープは無事中継車に渡り、藤崎の計画した「逆電波ジャック」の準備は最終段階に入った。武装集団が放送再開を指定したゴールデンタイムまであと僅か・・・
第12話
テレビエイトが占拠されてから既に20時間以上が経過。藤崎編成局長たちは電波を奪い返す事に成功した。しかし、プライドをズタズタに引き裂かれた武装集団は藤崎の家族を人質に取り、テレビエイトの株券を要求して来た。
第13話（最終回）
24時間に渡りテレビエイトを占拠し続けて来た武装集団。彼らは藤崎の家族を人質にテレビエイトの株券を要求。藤崎は取り引きを編成部内で行い、同時に人質を解放する事を条件にそれに応じた。ライバル局テレビ関東の力を借りた、藤崎にとっての「最後の賭け」。藤崎と武装集団の隊長、最後の戦いが今、始まる。

## あらすじ
首都圏のテレビ局「テレビエイト」はいつもの週末を迎えていた。その日、人気クイズ番組の生放送中に謎の武装集団が番組に乱入し、テレビエイトは編成局を除き武装集団に制圧、電波ジャックされてしまう。編成局長「藤崎」をはじめとする編成局員は武装集団と交渉し戦っていく。

## キャスト
テレビエイト
- 藤崎勝（明石家さんま）
テレビエイトの編成局長。犯人グループと交渉に当たる。宇野こうたとは飲み仲間であり同人をちゃんづけするほどに仲が良い。
- 編成部
  - 島竜之介（内村光良）
事件の最中に倉庫で眠っていたのを谷口に発見され藤崎に怒られる。後半ではその怒られた名誉挽回を懸けて技術部出身の機械オタクの経験を活かして作戦の中心を担う。大越のことを「大先輩」と言っており大越とのコンビ力はコンマ一秒のずれもないほどに抜群。
  - 中垣勇一（宮迫博之）

人質解放のために自ら進んで「報道エイト」の台本を「エイトチャレンジ」のスタジオに持っていくが、武装集団の罠にはまり中西と一緒に軟禁された状態になってしまう。
  - 谷口真治（ヒロシ）

警察に電話をかけた編成部員。そのことを藤崎にしかられるが、不安だったからか、たまらず反論する。元美術部出身で風船と藤崎が息子に買ったラジコンのプロペラ機を使いビデオテープを外に運ぶ作戦を提案する。
  - 桜田秀樹（梶原雄太）
  - 編成部員（板尾創路）
  - 編成部員（小林すすむ）

下っ端時代、大ポカをやったとき藤崎が諭してくれたことから、彼を信頼している。
  - 編成部員（ふかわりょう）
- 永田俊二ディレクター（堀内健）
「エイトチャレンジ」のディレクター。田畑に犯人グループが殴りかかったとき右腕を痛める。
- 田畑緑子（タイムキーパー）（青木さやか）
「エイトチャレンジ」のタイムキーパーで永田のよき右腕。アキラと言う男と別れており、返却された彼女の携帯にはアキラからのメッセージが大量に入っていた。
- 宇野こうた（ラサール石井）
生放送のクイズ番組「エイトチャレンジ」の司会者。犯人グループの声明を無理やり読まされる羽目に。
- 内藤カメラマン（三村マサカズ）
「エイトチャレンジ」のカメラマン。スタジオ内の中継を任されていたが、次第に反抗しだす。
- 中西浩介(AD)（竹山隆範）
入社9年目にして未だにADをしている駄目社員。セットの金網の下に隠れていたことから藤崎に情報提供役を任されるが結局見つかり、カメラ倉庫に閉じ込められてしまう。
- 峰岸英明（ほっしゃん。（現・星田英利））
峰岸法務大臣の息子。テレビエイトの新入社員。
- 電話オペレーター
  - （虻川美穂子）
  - （伊藤さおり）
- 大越（マギー司郎）
島竜之介から「大先輩」と言われ親しまれている、この夏定年の技術部員。修理中の中継車を使って逆電波ジャックを試みる。
- 藤崎の妻・貴子（久本雅美）
息子の文男の誕生日に夫の勝が仕事で帰りが遅いことに納得いかない。電波ジャックが起きたときに、自宅で文男とともに武装集団に捕まってしまう。
- 藤崎の息子・文男（田中碧海）
8歳を迎える勝の息子。

テレビ関東
- ニュースキャスター（ダンディ坂野）
- リポーター（長井秀和）
- 柳澤将忘（編成局長）（渡辺正行）
ライバル局・テレビ関東の編成局長。藤崎の最後の作戦のために同じテレビマンとして力を貸す。

「黒い風の旅団」
- スタジオを占拠した犯人グループのリーダー（覆面姿） - 金橋良樹
- スタジオを占拠した犯人グループの隊長 - 笑福亭鶴瓶

## スタッフ
- 脚本:都築浩
- プロデュース:栗原美和子
- 演出:澤田鎌作
- ナレーション - 山口智充